# Gaichtspitze
Die Gaichtspitze ist ein 1986 Meter hoher Berg im österreichischen Bundesland Tirol und ist der südlichste der Tannheimer Berge. Er besteht aus Wettersteinkalk und besitzt an seiner nördlichen Seite auffällige Felspartien. Seine Südflanke ist mit Hochwald und Latschen bedeckt. Für den Tourismus ist er durch Wanderwege, eine Seilbahn und Skilifte erschlossen.   

## Lage und Umgebung
Der Berg bildet die Südspitze der Tannheimer Berge und fällt nach Südosten ins Lechtal ab, im Südosten zum Gaichtpass (1082 m) und im Westen ins Weißenbachtal. Ein benachbarter Berg im Nordosten ist das Hornbergle mit 1755 Meter Höhe. Der nächstgelegene Ort ist im Westen Gaicht, ein Ortsteil der Gemeinde Weißenbach am Lech. Höfen liegt etwa fünf Kilometer Luftlinie in nordöstlicher Richtung. 

## Touristische Erschließung

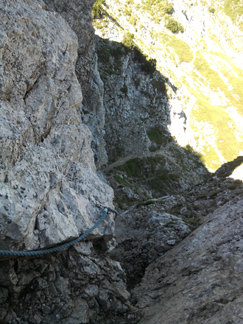
Blick von oben auf die Verschneidung

Die Gaichtspitze ist durch mehrere Wanderwege sowohl vom Weißenbach- als auch vom Lechtal aus gut erschlossen, außerdem führt von Höfen aus eine Seilbahn hinauf zur Höfener Alm auf 1735 Meter Höhe. Das letzte Wegstück auf den Gipfel führt durch eine steile Felsrinne und ist mit einem Tau versehen.